# Istruzione in Kirghizistan
L'istruzione in Kirghizistan è obbligatoria dai 7 ai 15 anni: dopo quattro anni di scuola primaria e cinque anni di scuola secondaria inferiore il sistema educativo offre due anni di scuola secondaria superiore, scuola secondaria specializzata o di formazione professionale/tecnica.
Il Ministero dell'Istruzione e della Scienza (MES) è incaricato della gestione dell'istruzione in Kirghizistan. I tagli che hanno ridotto i salari degli insegnanti e la disponibilità di apparecchiature si riflettono in modo sproporzionato nell'esiguo numero di studentesse.
Nel 2008 veniva destinato all'istruzione il 3,7% del PIL. Nel 2001 circa l'89% dei ragazzi tra il 7 e i 15 anni frequentava la scuola, ma questa percentuale è calata all'inizio degli anni 2000. Nel 2004 il tasso di alfabetizzazione in Kirghizistan era del 98,7%.

## Struttura e organizzazione

### Asilo e istruzione primaria

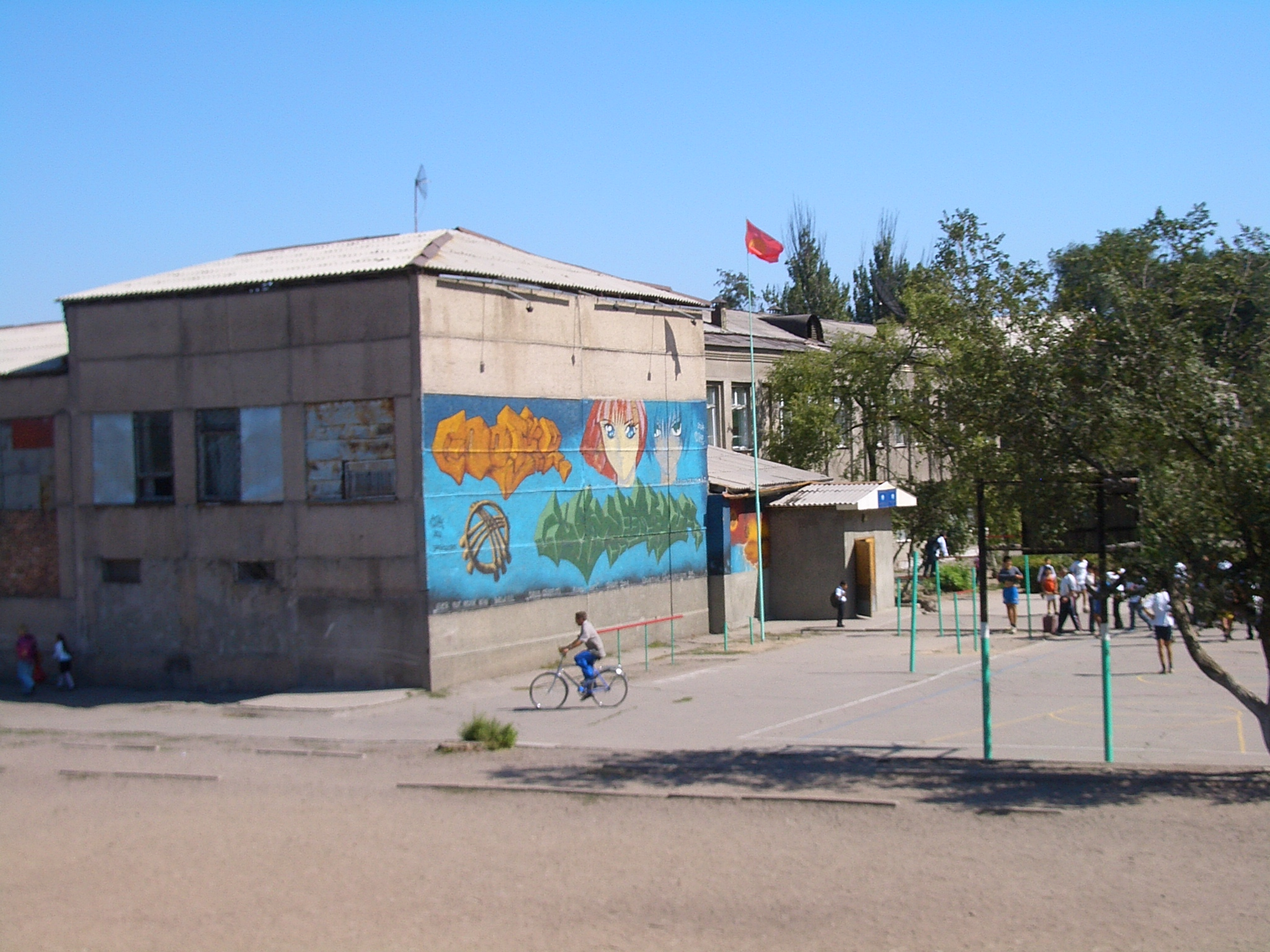
Una scuola pubblica a Biškek

L'asilo è rivolto ai bambini dai 3 ai 6/7 anni e non è obbligatorio; l'accesso ad esso però è limitato (la percentuale netta degli iscritti era del 10% nel 2005).
La scuola primaria di solito inizia a 6 o 7 anni, dura 4 anni ed è obbligatoria. Dal 2007 è obbligatorio indossare delle divise. La legge fu criticata perché, essendo il costo della divisa era a carico dei genitori, ha incentivato l'abbandono scolastico.

### Istruzione secondaria
La scuola secondaria inizia coll'istruzione secondaria di base, che dura 4 anni ed è obbligatoria. Gli studenti poi possono scegliere tra un'istruzione comprensiva e un'istruzione professionale.
L'istruzione comprensiva è costituita da due anni curriculari, che, se completati, garantiscono un diploma, che generalmente è necessario per accedere all'università.
L'istruzione professionale comprende tre tipi di corsi: un corso di tre anni che comprende sia un'istruzione professionale sia un'istruzione generale e prepara all'istruzione superiore; un corso di due anni che comprende sia un'istruzione professionale sia un'istruzione generale ma non prepara all'istruzione superiore; un corso di dieci mesi puramente professionale, aperto anche agli adulti. L'istruzione professionale è impartita nei licei professionali e negli istituti tecnici professionali.

### Istruzione superiore

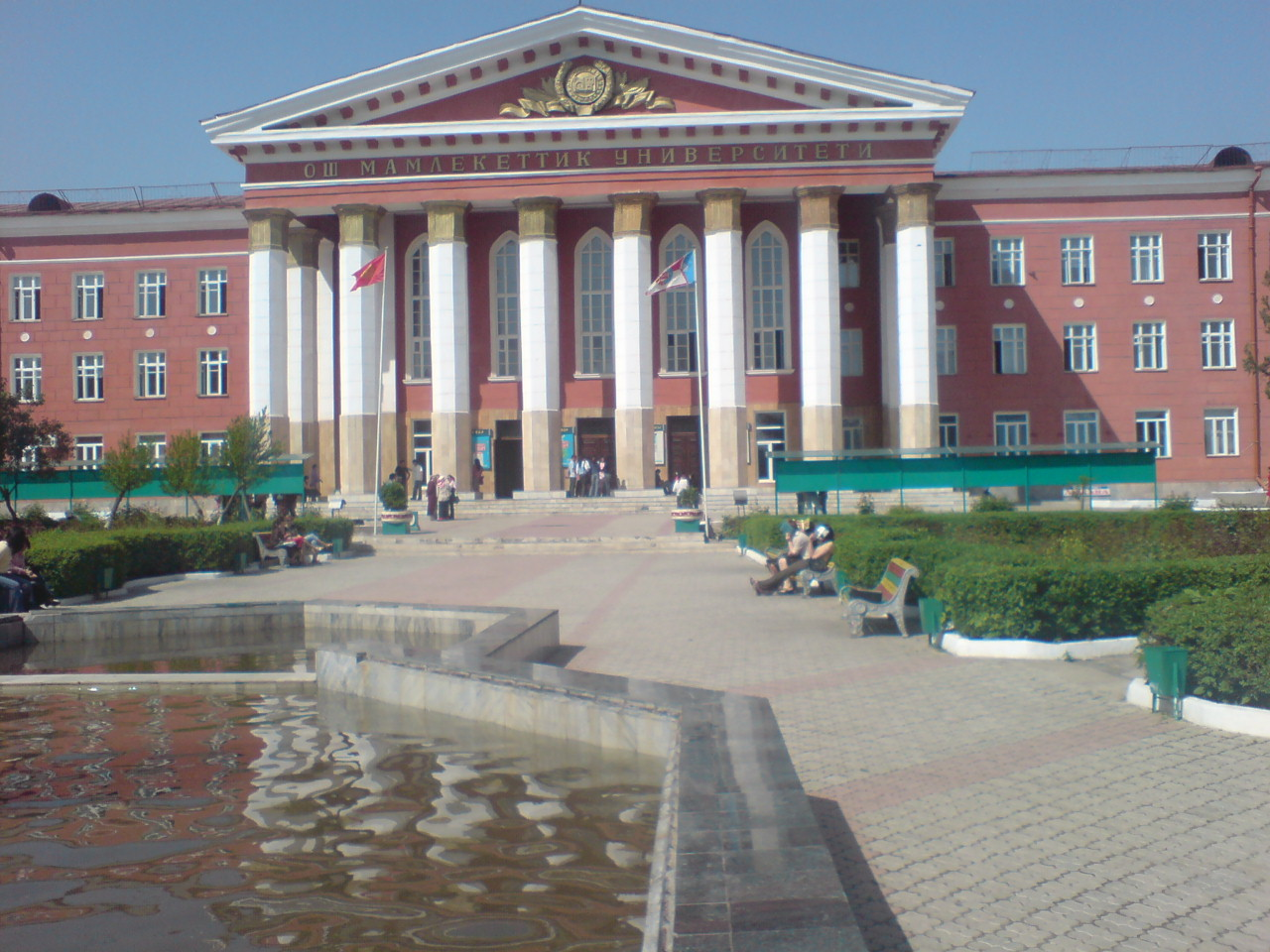
L'Università di Stato di Oš

L'istruzione superiore comprende università, accademie, istituti specializzati o non specializzati. Nel 2012 c'erano 54 istituzioni incaricate dell'istruzione superiore, 33 pubbliche e 21 private. Il tasso di iscrizione complessivo all'istruzione superiore era del 12,5% nel 2011/2012.
Le università offrono una laurea (Bakalavr) in 4 anni, che permette di fare un master (Magistr) di 2 anni. Offrono anche delle lauree specialistiche (specialist) in 5 anni, 6 per gli studi di medicina e architettura. Sia le lauree specialistiche sia i master permettono di accedere ai dottorati di ricerca (aspirantura).
Le accademie offrono le stesse lauree in campo scientifico. Gli istituti non specializzati di solito sono delle branche specializzate di un'università o di un'accademia. Gli istituti specializzati impartiscono un'istruzione superiore molto specializzata.
Ci sono state critiche circa la competenza dei docenti universitari: anche se per insegnare all'università teoricamente è necessario un master, gran parte dei docenti hanno solo una laurea, a volte nemmeno quella.

## Critiche
La qualità dell'insegnamento è talvolta descritta come mediocre: il Kirghizistan si è piazzato all'ultimo posto nell'indagine PISA del 2006 in lettura, matematica e scienze; lo stesso è avvenuto nel 2009. In entrambi i casi solo il 20% dei quindicenni ha raggiunto i livelli minimi richiesti nelle tre prove. Nel 2012 il paese non si è sottoposto all'indagine.
Gaisha Ibragimova, presidente dell'Unione delle istituzioni educative del Kirghizistan, sostiene che molti ragazzi di 20 o 25 anni non sanno nemmeno scrivere il proprio nome.
Secondo un rapporto del 2011 dell'International Crisis Group la maggior parte dei bambini non ha i libri e il piano di studi "è datato, sovraccarico, [...] irrilevante e incoerente". Inoltre le aule delle scuole kirghise sono sovraffollate e fatiscenti e spesso gli insegnanti si fanno pagare i buoni voti dai genitori e dagli studenti stessi.
Nel 2014 l'ex professore di fisica Kanybek Osmonaliyev, ora presidente della commissione parlamentare kirghisa per l'istruzione, la scienza, la cultura e lo sport, ha dichiarato che nel paese ci sono circa 80000 insegnanti, 2500 in meno del necessario; sostiene che i salari sono troppo bassi e che un aumento del 30%, il minimo necessario per attirare nuovi insegnanti e trattenere quelli vecchi, costerebbe 3,5 miliardi di soms (50 milioni di euro), cifra che il governo non può permettersi. Secondo la preside della scuola pubblica Olimpo di Oš, Oksana Kiseleva, le materie più sprovviste di insegnanti sono geografia, matematica e lingua russa; mentre i giovani insegnanti vanno a lavorare nei bazar, i vecchi insegnanti spesso continuano a insegnare anche quando dovrebbero andare in pensione, poiché i presidi li convincono a restare e le pensioni sono estremamente basse. Oltre agli stipendi insufficienti, anche la scarsa considerazione sociale spinge i giovani insegnanti a lasciare questa professione per intraprenderne altre meno qualificate ma più redditizie.